# Bernhard Bußmann
Bernhard Bußmann (* 1. Juli 1929 in Essen; † 22. November 2013 in Lüdenscheid) war ein deutscher Politiker (SPD).

## Leben und Beruf
Bußmann wurde als Sohn eines Tabakwarenvertreters geboren. Von 1940 bis 1947 besuchte er die Mittelschulen in Essen-Borbeck und Mülheim an der Ruhr. Das Abitur machte er 1948 an der Vorstudienanstalt der Humboldt-Universität zu Berlin, wo er ein Studium der Geschichte und Germanistik begann, nach längerer Unterbrechung an der Universität Kiel fortsetzte und 1965 mit einer Doktorarbeit über die Gewerkschaften in der Weimarer Republik von 1920 bis 1923 in der Zeit der Inflation abschloss. Von 1956 bis 1961 war er wissenschaftlicher Mitarbeiter am Seminar für Wissenschaft und Geschichte der Politik der Universität Kiel und danach bis 1965 als Abteilungsleiter am Forschungsinstitut der Deutschen Gesellschaft für Auswärtige Politik tätig. Von 1965 bis 1969 arbeitete er als wissenschaftlicher Referent für die SPD-Bundestagsfraktion, gehörte von 1969 bis 1980 als Abgeordneter dem Bundestag an und leitete von 1982 bis 1986 als Generalsekretär das Deutsche Komitee für europäische und internationale Zusammenarbeit in Bonn. Während seiner anschließenden journalistischen Tätigkeit schrieb er 1990 bis 1991 anderthalb Jahre lang für die Berliner Zeitung.
Er verstarb am 22. November 2013 in Lüdenscheid.

## Partei
Bußmann trat 1964 der SPD bei und war von 1967 bis 1974 Vorsitzender des SPD-Unterbezirks Rhein-Sieg-Kreis.

## Abgeordneter
Bußmann wurde bei der Bundestagswahl 1969 über die Landesliste der SPD Nordrhein-Westfalen in den Deutschen Bundestag gewählt, dem er bis 1980 angehörte. Von 1976 bis 1980 war er Mitglied des Ältestenrates und stellvertretender Vorsitzender des Haushaltsausschusses.
Veröffentlichungen: Bussmann schrieb den Roman Woanders war’s auch Scheisse, Krisenjahre in Essen 1920–1936, Heimsheim 2010.
Postum erschien im Juli 2014 der Kriminalroman Aceton-Plus, ein Krimi aus der Bonner Republik bei Amazon als E-Book.